# Итальянская Киренаика
Италья́нская Кирена́ика (итал. Cirenaica Italiana) — бывшая колония Италии, располагавшаяся на территории восточной части современной Ливии и находившаяся под управлением Италии в период между 1912 и 1934 годами. Колония являлась частью другого территориального образования — Итальянской Северной Африки, образованной на бывших территориях Османской империи, присоединённых к Италии в по итогам войны в 1911 году. Столицей колонии являлся город Бенгази.

## История
Колония Итальянская Киренаика была образована в 1927 году, после того, как она и Итальянская Триполитания стали независимыми колониальными образованиями на территории Итальянской Северной Африки. В 1934 году Итальянская Киренаика стала частью Итальянской Ливии.

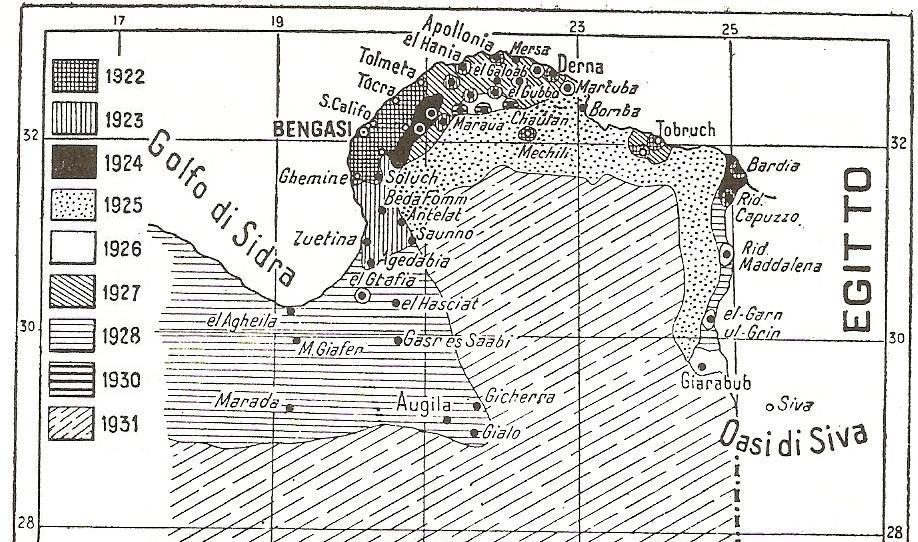
Итальянская Киренаика в период «умиротворения» региона

В 1920-х годах территории колонии стали местом сражений между итальянскими правительственными войсками и ливийскими повстанцами, боровшимися за независимость, освобождение от колониальной зависимости. В 1921 году лидер повстанцев, Омар Мухтар, был схвачен и казнён близ города Солух, в 56 км от Бенгази.

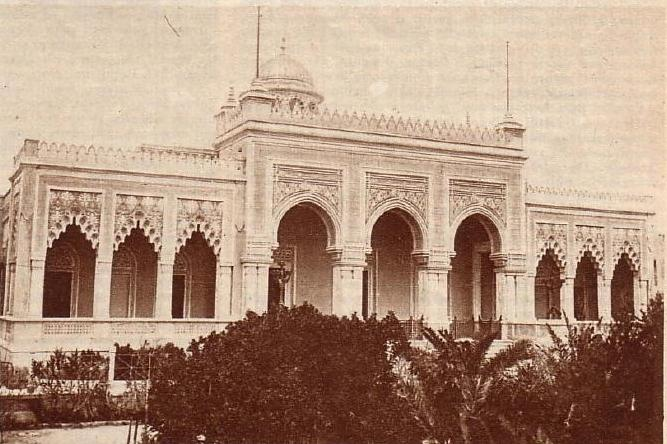
Дворец Палаццо Литторио (позднее — здание парламента Киренаики), построенный в 1927 году

В начальный период оккупации Киренаики фашисты содержали в регионе несколько концентрационных лагерей. В 1929 году колониальная администрация провела практически полную депортацию народов, населявших высокогорные территории Джебель-Ахдар, чтобы лишить повстанцев поддержки местного населения. Вынужденная миграция более 100 000 человек закончилась их заключением в концентрационные лагеря в Сулуке, Аль-Магруне, Абьяре и Эль-Агейле, где десятки тысяч людей погибли в тяжёлых условиях, главным образом из-за продолжительных эпидемий, таких как испанский грипп. Колониальные власти приступили к закрытию концентрационных лагерей после 1934 года, когда фашистский режим получил полный контроль над районом и начал политику ассимиляции местного арабского населения; данная политика оказалась настолько успешной, что в 1940 году были организованы две колониальные дивизии, полностью состоявшие из арабских ливийцев (1-я Ливийская дивизия «Сибелле» и 2-я Ливийская дивизия «Пескатори»).
В конце 1930-х годов в Итальянской Киренаике постоянно проживало более 20 000 итальянцев, в основном в прибрежных районах. Как следствие, во второй половине 1930-х годов были предприняты значительные усилия в области экономического развития региона. В колониальный период Италия осуществляла масштабные инвестиции в инфраструктуру Ливии «в целях развития экономики региона во благо Большой Италии». В частности, в Бенгази были открыты (впервые в истории Киренаики) первые промышленные предприятия: в начале 1930-х годов в рамках организации «Bengasi Italiana» активно развивались такие отрасли промышленности, как соляная, нефтеперерабатывающая, пищевая (в том числе рыбная) промышленность, производство цемента, дубление, пивоварение. Порт Бенгази был расширен, рядом была открыта современная больница. Кроме того, был построен новый аэропорт.

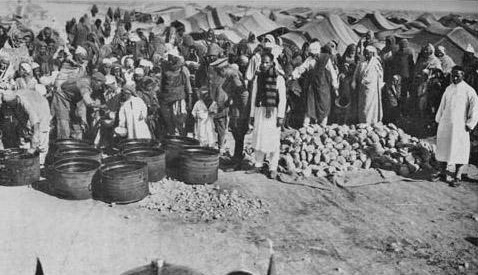
Заключённые в концентрационном лагере в Эль-Агейле

Первоначально цель итальянского правительства состояла в том, чтобы вынудить местное население покинуть прибрежный регион и уйти во внутренние районы страны и переместить итальянских колонистов в наиболее плодородные земли Ливии. Однако в 1938 году новый губернатор колонии, Итало Бальбо, изменил эту политику в целях получения поддержки среди местного населения. Однако до начала реформ Бальбо колониальные власти не обеспечивали ливийцев доступным образованием: по данным 1938 года, итальянская диаспора (около 15% от общей численности населения) имела 81 учреждений начального образования, в распоряжении ливийцев (более 75% от общей численности населения), находилось 97 учреждений.

## Инфраструктура

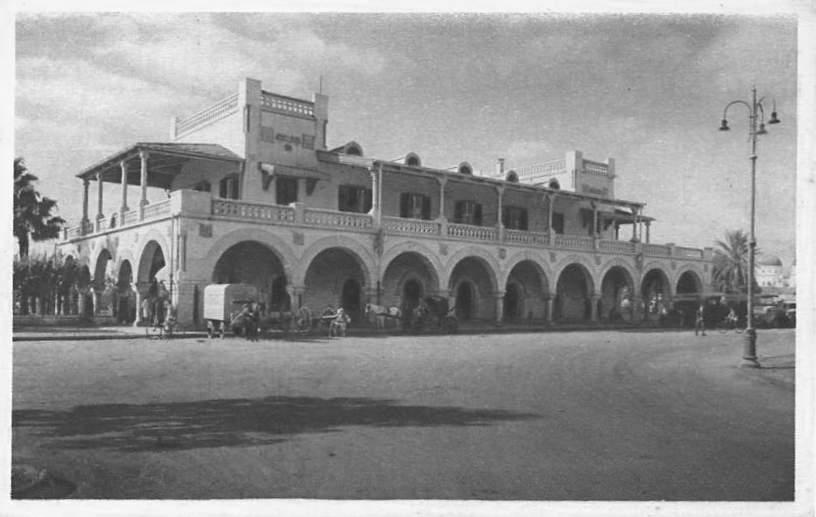
Железнодорожная станция Бенгази в 1930 году

Итальянское колониальное правительство реализовало ряд рупных инфраструктурных проектов в регионе, в основном в 1930-х годах; наиболее важными стали прибрежная дорога между Триполи и Бенгази, железные дороги «Бенгази — Барсе» и «Бенгази — Солуч», а также расширение порта Бенгази. Кроме того, в 1930-х годах в прибрежном районе Итальянской Киренаики было основано несколько поселений со всеми необходимыми коммуникациями и инфраструктурой для итальянских колонистов и местного ливийского населения.

## Хронология
- 1911 — начало итало-турецкой войны. Итальянская оккупация Тобрука, Дерны и Бенгази[3].
- 1912 — окончание итало-турецкой войны, заключение Лозаннского договора. Османская империя уступила Италии Триполитанию и Киренаику[3].
- 1917—1921 — заключение ряда соглашений между итальянцами и сануситами во главе с Мухаммадом Идрисом Ас-Сануси; деэскалация конфликта[4].
- 1923 — аннулирование договоров с сануситами. Оккупация итальянскими войсками Аджабии, столицы владений сануситов, положившая начало повторному завоеванию Киренаики[5]. Появление сануситского движения сопротивления итальянским оккупантам во главе с Омаром Мухтаром.
- 1925 — заключение Итало-египетского договора, определившего границу между Киренаикой (позднее — Ливией) и Египтом[6].
- 1926 — завоевание итальянцами Джагбуба[3].
- Зима 1927 — 1938 — начало «Операции 29-й параллели»; в результате координации между колониальными правительствами Триполитании и Киренаики была оккупирована береговая линия залива Сидра, а также произошло объединение двух колоний[7].
- 1929 — Пьетро Бадольо назначен губернатором Триполитании и Киренаики. Начало переговоров с Омаром Мухтаром[3].
- 1931 — оккупация оазисов Куфра. Строительство ограждений из колючей проволоки на ливийско-египетской границе. Захват, а затем казнь Омара Мухтара[5].
- 1932 — губернатор Бадольо объявляет о подавлении местного ливийского сопротивления[3].
- 1934 — Киренаика включена в состав Итальянской Ливии.